# 古都 (1963年の映画)
『古都』（こと）は、1963年製作の日本映画。原作は川端康成の同名小説。監督は中村登。岩下志麻が二役で主演している。第36回アカデミー賞外国語映画賞にノミネートされた。1963年度のキネマ旬報ベストテンでは圏外の第13位。公開時の惹句は、「京の四季を鮮やかに彩る娘ごころ……」である。

## キャスト
- 岩下志麻：佐田千重子（丸太屋の一人娘）、苗子（北山杉の村娘）一人二役
- 宮口精二：佐田太吉郎
- 中村芳子：佐田しげ
- 吉田輝雄：水木竜助
- 早川保：水木真一
- 柳永二郎：水木惣平
- 長門裕之：大友秀男（帯織職人の息子）
- 環三千世：真砂子
- 東野英治郎：大友宗助
- 浪花千栄子：上七軒のおかみ
- 田中春男：番頭植村
- 千之赫子：芸姑

## スタッフ
- 製作：桑田良太郎
- 監督：中村登
- 脚本：権藤利英
- 撮影：成島東一郎
- 美術：大角純一
- 音楽：武満徹